# آلباتروس دی۳
آلباتروس دی۳ (به انگلیسی: Albatros_D.III) یک هواگرد از نوع هواپیمای جنگنده ساخت شرکت آلباتروس فلوکتسایک‌ورک در آلمان است. هواگرد آلباتروس دی۳ نخستین پروازش را در اوت ۱۹۱۶ میلادی انجام داد. در مجموع، تعداد حدود ۱۸۶۶ فروند از این هواگرد ساخته شده‌است.
طراح این هواگرد، رابرت تیلن مهندس آلمانی بود.